# Hermann Kayser
Hermann Kayser (* 19. März 1895 in Hagen; † 5. Dezember 1948 in Oranki, Oblast Nischni Nowgorod) war ein deutscher Sanitätsoffizier.

## Leben
Kayser studierte Medizin an der  Kaiser-Wilhelms-Akademie für das militärärztliche Bildungswesen. 1914 schloss er sich dem Pépinière-Corps Saxonia  an. Als Stabsarzt der Reichswehr wurde er 1932 an der Julius-Maximilians-Universität Würzburg zum Dr. med. promoviert. Seit 1937 Oberfeldarzt der Wehrmacht, war er 1938/39 am Garnisonslazarett in Königsberg. Mit Beginn des Überfalls auf Polen kam er als Divisionsarzt zur 206. Infanterie-Division. Am 10. Januar 1941 wurde er Korpsarzt des IV. Armeekorps. In der Endphase der Schlacht von Stalingrad, am 22. Januar 1943, geriet er in sowjetische Kriegsgefangenschaft. Am 1. Dezember 1943 zum Generalarzt befördert, starb er drei Jahre nach Kriegsende in Gefangenschaft.

## Auszeichnungen
- Kriegsverdienstkreuz (1939) II. Klasse
- Kriegsverdienstkreuz I. Klasse